# Tantum ergo
Pour les articles homonymes, voir Tantum ergo (homonymie).

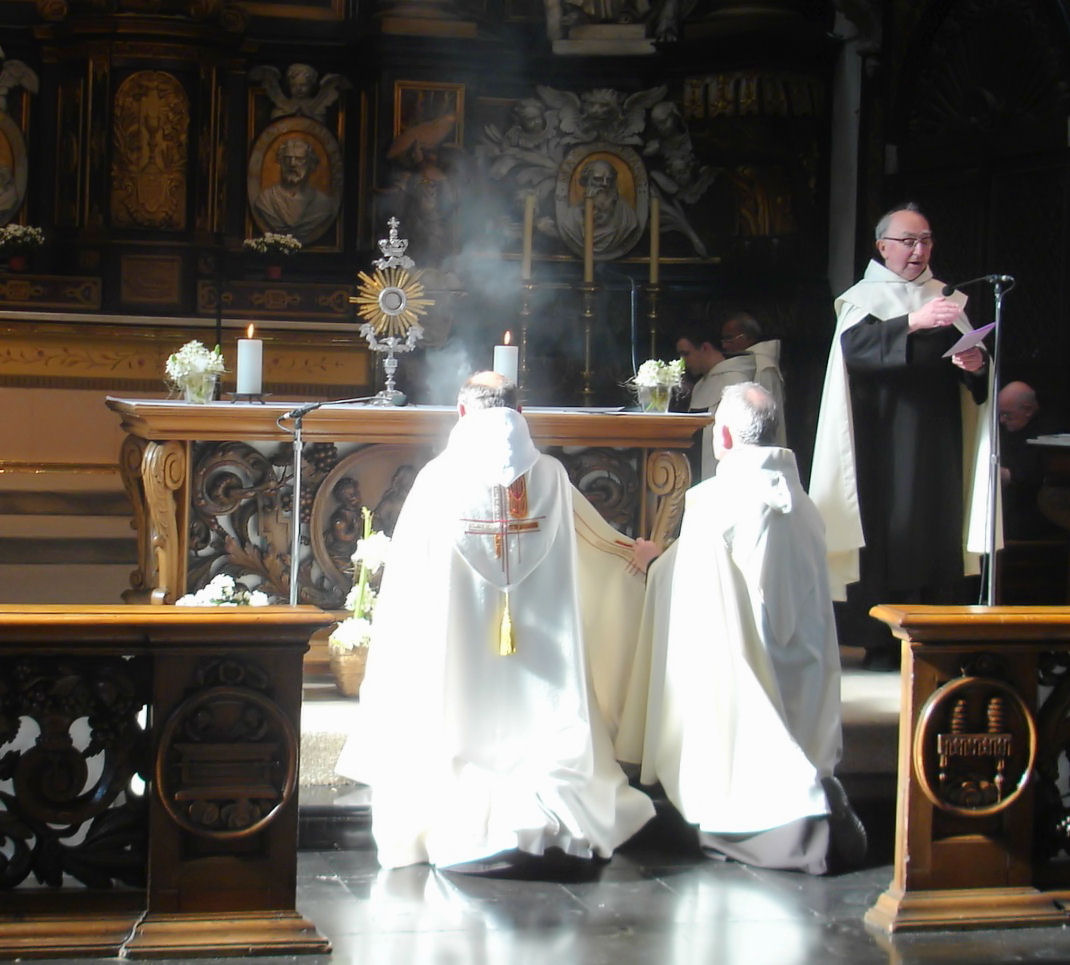
Salut du Saint-Sacrement au carmel de Gand, pendant lequel est chanté le Tantum ergo

Le Tantum ergo est un extrait (les deux dernières strophes) de l'hymne des vêpres Pange lingua, composée par saint Thomas d'Aquin. Depuis le XIXe siècle, le chant se consacre surtout à la célébration du salut du Saint-Sacrement.

## Texte
| latin | français |
| --- | --- |
| (V) Tantum ergo sacramentum veneremur cernui, Et antiquum documentum novo cedat ritui ; præstet fides supplementum sensuum defectui. (VI) Genitori Genitoque laus et jubilatio, salus, honor, virtus quoque sit et benedictio : procedenti ab utroque compar sit laudatio. Amen. | (V) Ce sacrement est admirable. Vénérons-le humblement, et qu'au précepte d'autrefois succède un rite nouveau. Que la foi vienne suppléer à nos sens et à leurs limites. (VI) Au Père, au Fils, notre louange, l'allégresse de nos chants : salut, et puissance, et honneur et toute bénédiction. À l'Esprit du Père et du Fils, égale acclamation de gloire. Amen. |

## Historique

### Composition de Thomas d'Aquin
Cette hymne en rime est, à l'origine, un extrait d'une hymne dont le texte fut composé par Thomas d'Aquin († 1274). Ce théologien écrivit une série de trois hymnes consacrée à la liturgie des Heures. Les deux strophes de Tantum ergo se trouvent dans l'hymne Pange lingua en faveur de la célébration des vêpres. Il s'agit de sa cinquième strophe qui est suivie de la sixième Genitori genitoque. Cette dernière strophe est tant la conclusion de l'hymne Pange lingua qu'une doxologie.

### De six strophes à deux strophes

#### Rite romain manquant deTantum ergo
Le siècle où Thomas d'Aquin vivait coïncidait avec l'institution de la Fête-Dieu en 1246, par Robert de Thourotte en qualité de prince évêque de Liège. Puis le pape Urbain IV suivit cette institution en 1264 pour l'Église universelle. Aussi la composition des hymnes du théologien était-elle très souvent attribuée, par erreur, à cette création de fête. Contrairement à ce que l'on diffusait et diffuse encore aujourd'hui, durant 300 ans l'hymne resta en usage de la liturgie des Heures, et non pour le Saint-Sacrement. En fait, dans le rite romain, jusqu'à la fin du XVe siècle, c'était singulièrement l'Ave verum corpus qui était réservé tant à l'élévation dans la messe qu'à la bénédiction d'autres moments.

#### Composition selon le rite tridentin
La composition musicale du texte Tantum ergo se trouve, d'abord, dans la liturgie du Jeudi Saint. À la suite du concile de Trente, au sein de l'Église catholique, une immense réforme liturgique fut tenue. Il s'agissait du mouvement de la Contre-Réforme, qui était soutenu par la participation importante des musiciens, liés au Vatican. En 1585, le prêtre-compositeur espagnol Tomás Luis de Victoria fit publier son œuvre, réservée à la Semaine Sainte. Pour cet Officium Hebdomadæ Sanctæ, il avait composé seules deux dernières strophes de l'hymne Pange lingua en polyphonie [partition en ligne]. Le manuscrit 186 de la chapelle Sixtine indique qu'avant la publication, l'œuvre était déjà en usage à cette chapelle pontificale. D'où, les strophes I - IV, duquel la IIIe exprime le mystère de la Cène, étaient chantées en grégorien. 
| latin | français |
| --- | --- |
| (III) In supremæ nocte cœnæ recumbens cum fratribus, Observata lege plene cibis in legalibus, Cibum turbæ duodenæ se dat suis manibus. | (III) Dans la nuit de la dernière Cène, à table avec ses frères, La loi pleinement observée, concernant la nourriture légale, En nourriture aux Douze, il se donne lui-même de ses mains. |

Simplement avec l'intention d'économiser la publication, Victoria avait omis toutes les parties en grégorien. Donc dans le contexte liturgique, l'omission de ces quatre strophes qui précédent n'existait pas (étant donné que la célébration du Jeudi Saint a pour but de commémorer la Cène). Et la raison pour laquelle le compositeur avait sélectionné les deux dernières peut être expliquée par la liturgie selon ce nouveau rite, rite tridentin.
Les strophes I - IV sont chantées lors de la procession : « Dum fit processio, cantatur hymnus Pange lingua gloriosi Corporis mysterium, usque ad verba Tantum ergo ; si vero opus est, idem hymnus repetitur (Pendant que l'on fait la procession, on chante l'hymne Pange lingua gloriosi Corporis mysterium, jusqu'aux mots Tantum ergo ; si besoin est, on répète la même hymne). » ;
Puis, les strophes V - VI, que Victoria avait composé en polyphonie, sont exécutées, avec des gestes importants de célébrant : « Cum autem ventum fuerit ad locum paratum, celebrans, adiuvante, si opus sit, diacono, deponit pyxidem super altare, genuflectit, et incensat, thure iterum imposit ; interim canitur Tantum ergo (Quand on parvient au lieu préparé, le célébrant avec l'aide du diacre s'il le faut, dépose le ciboire sur l'autel, fait la génuflexion, et l'encense, ayant de nouveau imposé l'encens, et entre-temps on chante le Tantum ergo.) »
Il s'agit exactement du moment solennel où le Saint-Sacrement s'expose. La partition publiée par Victoria, qui était un prêtre de la congrégation de l'Oratoire, l'exprime avec ces mots : Feria quinta In cœna Domini. In elevatione Corporis Christi [partition originale en ligne], dans laquelle était précisé l'usage pour l'élévation, qui est tenue à la fin de la célébration du Jeudi Saint au sein du Saint-Siège.

### Œuvre musicale à la Renaissance
Giovanni Pierluigi da Palestrina, duquel Victoria était élève, aussi laissa sa propre composition. Il est probable que le motif de cette composition était semblable à celui de l'œuvre de Victoria, le Jeudi Saint et le Vatican. Or, on compte peu de pièce à la Renaissance. Si celle de Thoinot Arbeau (son vrai nom était Jehan Tabourot) était un précieux exemple, on sait rien pour cette œuvre réligieuse.    
Le manque de composition pour l'hymne Tantum ergo à la Renaissance suggère qu'il faut écarter ce que l'on diffuse : Thomas d'Aquin avait composé cette hymne pour la Fête-Dieu. En réalité, la composition devint habituelle plus tard, après que l'Adoration du Saint-Sacrement était devenue un phénomène omniprésent. Et pour cette pratique, le rite romain manquait toujours de cet hymne alors que l'usage de l'O salutaris Hostia fut établi plus tôt . Il semble que l'utilisation fût issue d'autres rites.

### Témoignage deTantum ergopour le Saint-Sacrement à Naxos
La pratique de nos jours, exécution de l'hymne Tantum ergo lors de l'Adoration (salut du Saint-Sacrement), ne fut pas établie récemment. La mission des Jésuites à Naxos de 1627 à 1643 par le père Mathieu Hardy présentait la tradition de l'église byzantine à Naxos, qui avait été, entre 1207 et 1537, sous influence directe du catholicisme : 

« [Avant le Carême,] le Sainct Sacrement s'expose le dimanche, lundy et mardy de la Quinquiagésime ... le peuple se ressemble en bonne quantité, les prestres viennent qui chantent les Complies de Nostre-Dame, puis le Père supérieur, revestu de surplis et d'estole, encense, cependant que l'assistance chante Tantum ergo Sacramentum, ... ; [les mercredis, en présence de l'archevêque, pendant le Carême,] après les Complies, un de nos Pères monte en chaire et faict un sermon de trois quarts d'heure, puis les litanies de Nostre-Dame se chantent après lesquelles, cependant qu'on chante Tantum ergo Sacramentum, ... . »

 Devenue à nouveau orthodoxe, cette église pratiquait toutefois l'hymne de saint Thomas d'Aquin. En effet, après la Quatrième croisade (1202 - 1204), le lieu était devenu le fief d'une famille vénitienne. Sans doute une hybridation du rite romain et du rite byzantin y avait-elle été achevée avant l'arrivée de l'abbé Hardy.

### Sous l'Ancien Régime
À la différence des motets O salutaris Hostia et Panis angelicus, le répertoire de Tantum ergo était vraiment pauvre sous l'Ancien Régime. Si le motet de François Couperin reste encore, celui de Michel-Richard de Lalande, bien documenté, fut perdu.
Parmi les compositeurs de l'hymne Tantum ergo, Domenico Zipoli († 1726) demeure un musicien particulier. Le contemporain d'Antonio Vivaldi, de Georg Friedrich Haendel, il était l'un des missionnaires jésuites qui furent envoyés en Amérique du Sud. Cela signifie que cette compagnie missionnaire gardait une pratique de l'hymne.     
Il est vrai que cette pratique auprès des Jésuites était documentée dans un journal d'après un manuscrit du Séminaire de Québec. Il s'agissait des offices du salut du Saint-Sacrement, célébrés en juillet 1648 : « le 2e jour, le Miserere & Tantum ergo ; & le 3e les litanies du nom de Jésus, & le Tantum ergo avec plusieurs oraisons convenables au temps & à la saison. » Après le lémoignage par le père Hardy à Naxos, maintenant la pratique des Jésuites était tout à fait établie au Canada, cinq ans plus tard. On ignore néanmoins le lien entre les deux.

### Composition florissante au XIXe siècle
Le XIXe siècle s'illustrait de nombreuses compositions de petits motets. C'était surtout le cas du motet O salutaris Hostia pour l'élévation à la messe, sans doute issu d'une réforme auprès du rite ambrosien, tenue au XVe siècle à Milan. En France, la composition de celui-ci, qui devint un immense phénomène, était effectuée par un grand nombre d'organistes en faveur de leur paroisse.     
Quant à l'hymne Tantum ergo, la circonstance restait différente. Certes, on compte de même, parmi les compositeurs, de grands organistes français, tels César Franck, Camille Saint-Saëns, Théodore Dubois, Gabriel Fauré, Léon Boëllmann. Toutefois, à la différence du motet O salutaris, d'autres compositeurs qui n'étaient pas organistes aussi participèrent à composer la Tantum ergo : Michael Haydn, Luigi Cherubini, Gaetano Donizetti, Franz Schubert, Hector Berlioz (H142), Giuseppe Verdi. Et parfois, l'usage n'était pas précisé dans la partition alors que l'O salutaris était réservée, en général, à l'élévation dans la messe. Sans précision ou qualifiée comme hymne, conformément adaptée à la composition originale de Thomas d'Aquin, l'utilisation de la Tantum ergo avait plus de liberté. Mais dans la deuxième moitié de ce siècle, c'était de plus en plus la forme de motet que les compositeurs adoptaient. Enfin, le XIXe siècle était le plus florissant pour cette hymne.  
D'ailleurs, à cette époque-là, Anton Bruckner enrichit le répertoire de cette catégorie. En apprenant l'orgue à Hörsching, il composa déjà une Pange lingua a cappella à l'âge de onze ans environ. Et il écrivit successivement huit Tantum ergo desquelles la plupart des œuvres furent sorties lorsqu'il était organiste de Sankt Florian (Saint-Florent) entre 1845 et 1855. Pour lui, il s'agissait d'un sujet important. En 1888, Bruckner révisa cinq Tantum ergo, puis sa Pange lingua en 1889. Ce sont des exemples des meilleures compositions du siècle.
Il est à noter que Franz Liszt, compositeur catholique, aussi écrivit une hymne Tantum ergo à l'âge d'onze ans, tout comme Bruckner. Bien entendu, il s'agissait de sa première œuvre, même si elle fut perdue. 
Le Royaume-Uni s'illustrait d'un autre phénomène. Pour les fidèles catholiques, le chant du Salut du Saint-Sacrement en latin devint l'une des pratiques les plus respectées, et dans cette optique, plusieurs chants étaient sélectionnés. Il s'agissait de l' O salutaris, du Tantum ergo ainsi que des litanies. Dans le répertoire anglais du XIXe siècle, on compte de nombreux Tantum ergo, soit nouvellement composés, soit choisis à partir de recueils anciens. La composition se continua, sans cesse, pendant tout le siècle. L'exécution était effectuée tant en monodie  qu'en polyphonie. Le Ushaw College près de Durham était l'un des centres de l'édition. La Tantum ergo était tellement populaire que la publication de toutes les messes de Samuel Webbe par Vincent Novello s'accompagnait, à la fin, de la partition de cette hymne à quatre voix par Webbe . L'œuvre de Palestrina était, outre-Manche, très bien connue et appréciée. L'ascension de l'hymne de la bénédiction pour les fidèles lors de l'Adoration était surtout le fruit de la recommandation des Jésuites et des moines de la congrégation de l'Oratoire, qui étaient en service pour les paroisses. De plus, même auprès des Anglicans, l'usage du latin fut rétabli au XIXe siècle à la suite du mouvement d'Oxford, après que les Calvinistes avait ruiné toute l'utilisation du latin dans la liturgie.

### Réforme liturgique de Pie X
L'Église catholique connaissait, au XXe siècle, deux fois de réformes liturgiques. En 1903, sitôt élu pape, saint Pie X fit inaugurer sa réforme de liturgie, qui se caractérisait d'une centralisation de célébration avec le chant grégorien. D'où, l'exécution de Tantum ergo était tenue en monodie (néo-grégorien), désormais version officielle dans toutes les églises catholiques. La composition, par les musiciens, devint moins fréquente. Durant 60 ans environ, cette réforme fut soutenue par tous les successeurs de Pie X.    

### Usage actuel
À la suite de la réforme après le concile Vatican II, fut modifié le calendrier liturgique romain, selon lequel toutes les célébrations se commencent avec une hymne, qui était auparavant chantée à la fin. L'hymne est dorénavant considérée idéale pour le commencement de l'office. En ce qui concerne les vêpres, cette hymne reste la Pange lingua entière de Thomas d'Aquin, tout comme l'époque de sa composition. Car, avec la célébration de laudes, les vêpres demeurent l'un des offices les plus solennels dans la liturgie des Heures. D'où, l'hymne Tantum ergo, qui est son extrait, se classe comme variante. 
L'hymne Tantum ergo est aujourd'hui profondément liée au salut du Saint-Sacrement. Ainsi, tant les sanctuaires de Lourdes, du Mont-Sainte-Odile que les paroisses font chanter cette hymne à la fin de l'Adoration, au moment de Bénédiction. Sauf le cas de langue vulgaire, il est rare que l'hymne soit remplacée par d'autres pièces en latin.
Les compositeurs contemporaines aussi ont tendance à donner mélodie à ces deux strophes, qui sont adaptées aux célébrations actuelles.

### Tendance des éditeurs
Ce mode d'exécution en deux strophes devint si fréquent que même la publication s'adapte au besoin des exécuteurs. Ainsi, dans le livre de chant Liturgie latine publié par l'abbaye de Solesmes en 2005, les deux dernières strophes intitulées Tantum ergo (Pange lingua) se trouvent avec leur notation entière tandis que le texte et sa traduction des strophes I - IV du Pange lingua, se présentent sur la page suivante, mais sans notation. L'édition Kairos-Verlag adopta d'ailleurs une solution semblable. À la page 55 de son livre Singe, meine Seele ! Lieder von Lourdes in deutscher Sprache, on trouve la notation de la Pange lingua avec un ordre particulier du texte latin V - VI - I - II - III - IV, dans l'optique de faciliter la pratique.

## Œuvres musicales

### À la Renaissance
- Thoinot Arbeau (1520 - † 1595) : œuvre à 3 voix[18],[19],[20]
- Giovanni Pierluigi da Palestrina (vers 1525 - † 1594) : œuvre pour chœur à 4 voix[21],[22]
- Tomás Luis de Victoria (vers 1548 - † 1611) : pièce de chœur à 5 voix pour le Jeudi Saint dans l'Officium Hebdomadæ Sanctæ, n° XV (1585) [notation en ligne] ; variante initialement publiée comme motet (1583)[23]
- Orfeo Vecchi (vers 1550 - † 1604) : œuvre à 4 voix[24]
- Ruggiero Giovannelli (vers 1560 - † 1625) : hymne à 5 voix dans le Liber hymnorum totius anni per tempora [25]

### Musique baroque
- Michel-Richard de Lalande (1657 - † 1726) : motet de l'élévation (perdu), S82[26]
- François Couperin (1668 - † 1733) : motet pour soprano, basse et basse continue[27]
- Domenico Zipoli (1688 - † 1726) : hymne pour chœur et instruments (vers 1700)[28]

### Musique classique
- Michael Haydn (1737 - † 1806) : 
  - hymne au très Saint-Sacrement à 4 voix, timbales et orgue, MH404 (1785)[29] [manuscrit autographe en ligne]
  - hymne du Saint-Sacrement pour chœur à 4 voix et orchestre (vers 1787, publication posthume vers 1815)[30]
  - Hymne au très Saint-Sacrement pour chœur à 4 voix et orchestre, MH773 (1799)[31]
- François Giroust (1737 - † 1799) : motet pour 2 voix, chœur à 5 voix et orchestre[32]
- Bonaventura Furlanetto (1738 - † 1812) : hymne pour chœur à 3 voix et instruments (1812)[33] [manuscrit en ligne]

### Musique romantique
- Dmitri Bortnianski (1751 - † 1825) : motet pour chœur à 4 voix et orgue (publication posthume 1863)[34]
- Ignace Joseph Pleyel (1757 - † 1831) : motet à 4 voix accompagné d'orchestre[35]
- Luigi Cherubini (1760 - † 1842)  : œuvre pour soliste, chœur à 4 voix et orchestre  ; composée à la Chapelle royale sous les règnes de Louis XVIII et de Charles X (1817) [manuscrit autographe en ligne] (bibliothèque nationale de France manuscrit L-17408)
- Gaetano Donizetti (1797 - † 1848)  : 
  - œuvre pour 2 ténors, basse et orchestre, A664 (1816)[36]
  - œuvre pour soprano et orgue (manuscrit autographe à la bibliothèque du conservatoire Giuseppe Verdi à Milan)[37]
- Franz Schubert (1797 - † 1828)  : 
  - œuvre pour chœur et orchestre symphonique, D739 (1814)[38]
  - hymne pour chœur à 5 voix et orchestre, D750 (1822)[39] [manuscrit en ligne]
  - motet à 4 voix, chœur et orchestre symphonique, D962 (1828)[40]
- Louis Niedermeyer (1802 - † 1861) : motet à 4 voix[41]
- Hector Berlioz (1803 - † 1869)  : hymne pour voix élevée, chœur et orgue (vers 1868)[42]
- Franz Liszt (1811 - † 1886)  :
  - première pièce de Liszt et composée pour chœur  ; dédiée à son professeur Antonio Salieri , LW S1 (1822, perdue)[14]
  - œuvre à 4 voix de femmes et orgue, Neun Kirchenchorgesänge n° 4, S42 (ou LW J27) (1869)[43]
- Giuseppe Verdi (1813 - † 1901)  : œuvre pour ténor solo et orchestre (1836)[44]
- Louis James Alfred Lefébure-Wely (1817 - † 1869)  : motet pour soprano, chœur et orgue (1866)[45]
- Georges Schmitt (1821 - † 1900) : motet à 4 voix accompagné d'orgue (1855)[46] [partition en ligne]
- César Franck (1822 - † 1890)  : œuvre pour chœur et orgue, dans le Salut contenant 3 motets avec accompagnement d'orgue , CFF208 n° 3 (ou FWV58) (1865)[47]
- Anton Bruckner (1824 - † 1896)  : aussi un Pange lingua à 4 voix, WAB 31 (vers 1835, révisé en 1891)[48],[13]
  - hymne à 4 voix, WAB 32 (1845)[49]
  - hymne à 4 voix et orgue, WAB 43 (1844 - 1845)[50]
  - quatre hymnes, WAB 41 (1846, révisées 1888)[51]
  - hymne à 5 voix et orgue, WAB 42 (1846, révisée 1888)[13]
  - hymne à 4 voix, instruments et orgue, WAB 44 (1854 - 1855)[52]
    - Pange lingua et Tantum ergo à 4 voix, WAB 33 (strophes I, V et VI) (1868) [manuscrit en ligne]
- Camille Saint-Saëns (1835 - † 1921)  : œuvre pour chœur à 8 voix et orgue (1856)[53]
- Théodore Dubois (1837 - † 1924)  : au moins 3 œuvres[54]
  - œuvre en mi bémol majeur pour mezzo-soprano et baryton soli ou chœur avec accompagnement d'orgue (publication 1912)[54]
  - manuscrit autographe différent (1912)[54]
- Alexandre Guilmant (1837 - † 1911)  : œuvre de chœur à 3 voix et orgue[55]
- Gabriel Fauré (1845 - † 1924)  :  
  - motet n° 1 pour ténor, chœur à 5 voix et instruments, op. 55 (vers 1890, exécution 1891, publication 1893)[56]
  - motet n° 2 pour chœur de voix d'enfants et orgue, op. 65 (1894)[57]
  - motet (sans numéro d'opus) pour soprano, chœur à 4 voix et orgue en faveur de la messe de mariage d'Élaine Greffulhe (le 14 novembre 1904) à l'église de la Madeleine (publication 1905)[58]
- Fernand de La Tombelle (1854 - † 1928)  : œuvre à 3 voix égales, dans le Salut bref à trois voix égales [manuscrit autographe en ligne]
- Ernest Chausson (1855 - † 1899)  : Tantum ergo, motet à une seule voix, violon et harmonium (vers 1891, œuvre sans nom d'auteur et tardivement identifiée)[59]
- Philippe Bellenot (1860 - † 1928)  : motet à 5 voix et orgue (1886)[60]
- Léon Boëllmann (1862 - † 1897)  : 
  - motets n° 1 et n° 2
  - motet n° 3 pour voix de femmes et mezzo-soprano avec harpe ad libitum (publication 1896) [partition en ligne]
- Amédée Bouyssonie (1867- † 1958)  motet à deux voix (vers 1910)[61].
- Louis Vierne (1870 - † 1937) : hymne pour chœur et orgue, op. 2 (vers 1900)[62]

### Musique moderne
- Déodat de Séverac (1872 - † 1921) : hymne à 4 voix (1920)[63]
- René Vierne (1878 - † 1918) : œuvre à 4 voix (1909)[64]
- Mel Bonis :
  - Un Tantum ergo pour choeur à quatre voix
  - Un Tantum ergo pour trois voix d'hommes

## Musique contemporaine
- Jules Van Nuffel (1883 - † 1953) : motet pour chœur (1937) ; publié dans le Cantica ad laudes vespertinas[65]
- Maurice Duruflé (1902 - † 1986) : motet n° 4 dans les Quatre motets sur des thèmes grégoriens pour chœur, op. 10 (1960)[66]

### Œuvre instrumentale
- Pierre Pincemaille (1956 - † 2018) : Variations improvisées. Tantum ergo pour orgue (1989)[67]

### Attribution par erreur
- Wolfgang Amadeus Mozart, KV197[68]

### Écouter en ligne avec notation grégorienne
- Tantum ergo (Pange lingua (mode III)) : [écouter en ligne]
- Tantum ergo (mode I) : [écouter en ligne]